# Ceriporia spissa
Ceriporia spissa är en svampart som först beskrevs av Schwein. ex Fr., och fick sitt nu gällande namn av Rajchenb. 1983. Ceriporia spissa ingår i släktet Ceriporia och familjen Phanerochaetaceae.   Inga underarter finns listade i Catalogue of Life.